# 奇孔山
13°14′12″S 72°3′22″W / 13.23667°S 72.05611°W

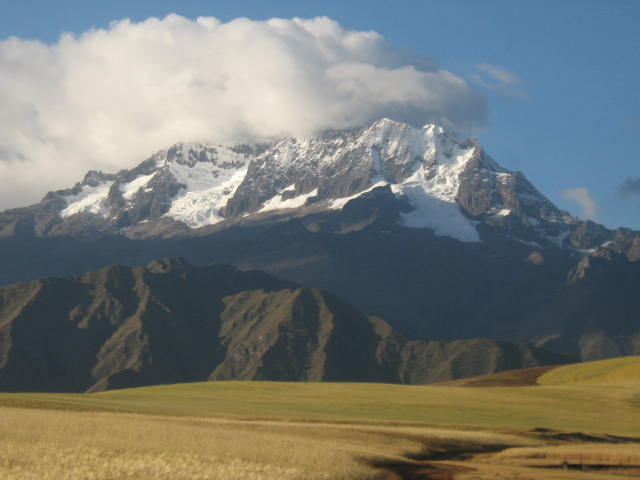

奇孔山（西班牙語：Chicón），是秘魯的山峰，位於該國東南部庫斯科大區，處於普馬萬卡山東南面和西里瓦尼山西南面，屬於安第斯山脈中烏魯潘帕山脈的一部分，海拔高度5,530米。